# Tell Aswad
Tell Aswad (Arabic: تل أسود, "Black hill"), Su-uk-su eller Shuksa er en Forhistorisk NeolitiskTell på cirka 5 hektar. Den ligger omkring 48 kilometer fra Damascus i Syrien, ved en biflod til Barada (en).
De seneste store fund har ført til genovervejelse af dateringen af Tell Aswad. Nyeste resultater ved kulstof14-datering viser tegn for perioden Førkeramisk Neolitisk A (en) (Pre-Pottery Neolithic A, PPNA), og dateres til at mindst være fra 9500-8700 før vor tidsregning.